# Ruben Woskanow
Ruben Ajrapetowicz Woskanow (ros. Рубен Айрапетович Восканов, ur. 1 czerwca 1891 w Aszchabadzie, zm. 29 października 1938 w Saratowie) – radziecki polityk, sekretarz odpowiedzialny Baszkirskiego Komitetu Obwodowego RKP(b) (1923-1924).
Początkowo pracował jako telegrafista w Namanganie w obwodzie fergańskim i w stanicy Welisciche w guberni tyfliskiej, a w okresie 1913-1917 telegrafista na Kolei Amurskiej. Od 1914 członek SDPRR(b), w latach 1917-1918 komisarz i sekretarz jaczejki RKP(b) krasnowodskiego biura telegraficznego, w 1918 aresztowany i zesłany do Baku, gdzie był członkiem Prezydium Zakaukaskiej Krajowej Rady Związków Zawodowych. W 1919 ponownie aresztowany, zesłany do Gruzji, pracował jako mechanik-telegrafista Kolei Zakaukaskiej, w 1919 aresztowany i zwolniony, potem prowadził podziemną działalność komunistyczną w Armenii, w latach 1919-1920 sekretarz związków zawodowego kolejarzy Armenii. W 1920 członek Armeńskiego Obwodowego Komitetu RKP(b), instruktor Zakaukaskiego Biura Wszechzwiązkowej Centralnej Rady Związków Zawodowych, przewodniczący związku zawodowego pracowników kolei Azerbejdżanu, członek Prezydium Azerbejdżańskiej Rady Związków Zawodowych.
Od 1920 ludowy komisarz komunikacji drogowej Armeńskiej SRR, w 1921 ludowy komisarz poczt i telegrafów Armeńskiej SRR, w latach 1921-1922 zastępca komisarza Kolei Zakaukaskich/Zakaukaskiego Okręgu Komunikacji Drogowej, w latach 1922-1923 zastępca pełnomocnika i pełnomocnik Ludowego Komisariatu Komunikacji Drogowej RFSRR w Turkiestanie, w latach 1923-1924 sekretarz odpowiedzialny Baszkirskiego Komitetu Obwodowego RKP(b). Od czerwca 1924 do 1925 sekretarz odpowiedzialny ałtajskiego gubernialnego komitetu RKP(b), w latach 1925-1927 sekretarz odpowiedzialny Komitetu Powiatowego WKP(b) w Kineszmie, w latach 1927-1928 zastępca kierownika Wydziału Organizacyjnego Zakaukaskiego Komitetu Krajowego WKP(b), w latach 1928-1929 sekretarz odpowiedzialny Kazachskiego Komitetu Krajowego WKP(b), w latach 1929-1930 sekretarz odpowiedzialny sekretarz odpowiedzialny Komitetu Okręgowego WKP(b) w Gurjewie (obecnie Atyrau w Kazachstanie). Od 1930 do marca 1932 kierownik Wydziału Agitacji i Kampanii Masowych Kaukaskiego Komitetu Krajowego WKP(b), od marca do czerwca 1932 przewodniczący Biura Organizacyjnego Kaukaskiego Komitetu Krajowego WKP(b) na obwód południowokazachstański, od czerwca 1932 do 1933 I sekretarz Południowokazachstańskiego Komitetu Obwodowego WKP(b), w latach 1933-1934 szef Wydziału Politycznego Jasinowatowskiego Rejonu Kolejowego Kolei Swierdłowskiej, w latach 1935-1937 pomocnik szefa Południowo-Wschodniego Trustu Materiałów Budowlanych Ludowego Komisariatu Komunikacji Drogowej w Saratowie.
3 lutego 1937 aresztowany, następnie skazany na śmierć i rozstrzelany. W 1957 pośmiertnie zrehabilitowany.